# Buchdruckautomat
Als Buchdruckautomaten bezeichnet man alle automatisch arbeitenden Buchdruckmaschinen. 
Der Automat unterscheidet sich von der Presse dadurch, dass alle relevanten Arbeitsgänge wie Papieranlage, Papierauslage, Nachfärbung der Form und Nachführung der Farbe automatisch, d. h. ohne Eingriff des Bedieners erfolgen. Der Automat ist die höchste Entwicklungsstufe der Buchdruckmaschine.